# تروكسيبيد
تروكسيبيد (Troxipide) هو دواء يستخدم في علاج مرض الارتداد المعدي المريئي. إنه عامل جديد جهازي حامي للخلايا المعدية غير مضاد للإفراز، مع خواص مضادة للقرحة، ومضادة للالتهاب، ومفرزة للمخاط بغض النظر عن درجة حموضة المعدة والإثني عشر.
يستخدم لتدبير القرحات المعدية، وتحسين آفات المخاطية المعدية في التهاب المعدة الحاد والتفاقم الحاد لالتهاب المعدة المزمن.

## آلية العمل
- إن درجة حموضة (pH) المعدة المميزة وخصائص مكونات التروكسيبيد المستقلة تتضمن ما يلي:
- حماية المخاطية المعدية.
- تتكون مخاطية المعدة بشكل نموذجي من أملاح ومكونات أخرى حلولة، بروتينات حرة، كربوهيدرات غنية بالغليكوبروتين (البروتين السكري) والماء.

- يقوي التروكسيبيد هذا الحاجز المخاطي المعدي بزيادته المحتوى من الغلوكوزامين وعديدات السكاريد المخاطية والكولاجين. الغلوكوزامين هو سكر أميني معروف بتنشيط اصطناع البروتينات السكرية وآليات حماية المخاطية المعدية، بهذه الطريقة يساعد في شفاء القرحة.
- تضفي عديدات السكاريد المخاطية حماية بنيوية (هيكلية) للمخاطية المعدية ويضفي الكولاجين خصائص مشابهة للقدرة الأيونية لمكونات الدم المجاور الضرورية لترميم الأنسجة، وقوة شد عالية وقابلية هضم بطيئة لمخاطية المعدة.

### تحفيز البروستاغلاندينات الواقية خلويا
تقريبا جميع آليات الدفاع المخاطية تحفز و/أو تسهل عن طريق البروستاغلاندينات (PGs) خاصة PGE2. تحفز هذه البروستاغلاندينات الواقية خلويا إفراز المخاط والبيكربونات والفوسفوليبيد، تزيد من جريان الدم في المخاطية، وتسرع من شفاء المخاطية وتعويض الطبقة الظهارية.
كما تعمل أيضا على تثبيط تفعيل الخلايا البدينة، والتصاق الصفيحات والكريات البيضاء على البطانة الوعائية. وبالتالي، فإن الاستمرار في توليد PGE2 بواسطة مخاطية المعدة هو أمر بالغ الأهمية للمحافظة على سلامة المخاطية والحماية من العوامل المقرحة والمسببة للنخر.
من المعروف أن تروكسيبيد يعمل على تحفيز إطلاق PGE2 و PGD2 في المرحلة التجريبية كما هي نتائج الدراسات السريرية. وقد لوحظ أنه يحسن من زيادة تحفيز البروستاغلاندين في ناتج المخاطية المعدية، ويسرع من شفاء المخاطية وتعويض الطبقة الظهارية.

### كبح التهاب المعدة
التهاب المعدة هو عملية وقاية كيميائية حيوية صعبة بسبب الإصابة الخلوية. في العديد من الآليات التي تشارك في تطوير التهاب مخاطية المعدة، يعد حدوث اضطراب في نظام الدوران الدقيق الطريق الأولي الأشيع في حدوثه.
يثبط تروكسيبيد الوسائط ما قبل الالتهابية المتنوعة التي تظهر في مراحل مختلفة من نظام الدوران الدقيق، بهذه الطريقة يرمم المخاطية المعدية الطبيعية. سبب تروكسيبيد تثبيط إعادة تركيب الأنترلوكين-8 (IL-8) الذي يحفز هجرة الخلايا الالتهابية. تتضمن اثنان من الوسائط ما قبل الالتهابية الأخرى المسببة للضغط التأكسدي المثبط بالتروكسيبيد الفورميل- ميتيونيل- ليوسيل- فينيل آلانين (FMLP) والعامل المنشط للصفيحات (PAF).
يعمل تروكسيبيد بالإضافة لتثبيط الوسائط ما قبل الالتهابية بالتأثير على أنزيمات كالكزانتين أوكسيداز والمييلوبيروكسيداز التي تولد الجذور الأوكسيجينية الحرة في المخاطية المعدية.
أثبتت دراسات تجريبية أن تروكسيبيد يكبح توليد البورفيرينات المحرض بمضادات الالتهاب غير الستيروئيدية, وفوق الأكسدة النسيجية، وتشكيل آفة معدية.

### زيادة الاستقلاب المخاطي
تكون الخلايا المخاطية المعدية غنية بالمتقدرات التي تؤمن الطاقة بشكل ATP للخلايا عن طريق الفسفرة التأكسدية، حساسة للحفاظ على تشكل وعمل مناسبين للمخاطية المعدية. الميتوكوندريا هي الهدف الرئيسي في الضغط التأكسدي داخل الخلوي المرتبط بالعامل الهجومي كالعصيات الملوية البوابية، والكحول، ومضادات الالتهاب غير الستيروئيدية, التي تعيق استقلاب الطاقة للميتوكوندريا.
يسرع التروكسيبيد مدخول الأوكسجين لمخاطية المعدة الهامشية marginal gastric mucosa وتحفيز استهلاك الغليكوجين لمخاطية جسم المعدة، وبالتالي يزيد من تنفس الخلايا وطاقة الاستقلاب.

## = تحفيز الدوران الدقيق في المخاطية
يحسن تروكسيبيد من الجريان الدموي في المخاطية، والذي يعد الحاجز الدفاعي الثاني لمخاية المعدة والذي يوفر للظهارة الغذاء والأوكسجين، ويزيل ويمدد ويعدل المواد السامة والتي تنتشر للمخاطية من اللمعة. إن الزيادة في الجريان الدموي في المخاطية هو أكثر وضوحا في غار المعدة gastric antrum من جسم المعدة gastric corpus.

### الفعل المضاد للعصيات الملوية البوابية
يثبط تروكسيبيد اليورياز الناشئ من العصيات الملوية البوابية, وهو الأنزيم متعدد الأجزاء الحاوي على النيكل، الذي يحفز حلمهة اليوريا لإنتاج أمونيا وحمض كربوني، والذي يؤذي النسيج المضيف ويثير استجابة التهابية، متضمناً تجنيد الكريات البيض وإثارة الطفح التأكسدي في العدلات.

## الحركية الدوائية
يمتص التروكسيبيد بشكل جيد من جميع أنحاء السبيل المعوي المعدي مع توافر حيوي نسبي 99.6%. في أي وقت متوسط التركيز 5.3-8.9 ميكروغرام من التروكسيبيد موجودة في كل غرام من الأنسجة وهي قادرة على تثبيط الهجرة والانجذاب الكيميائي ونشوء الأكسدة الفائقة (الجذور المؤكسدة) في مخاطية المعدة. وهكذا، حتى بعد 3 ساعات من بلوغ قمة المستويات المصلية، فإن التروكسيبيد يوجد بتراكيز علاجية فعالة في المعي الدقيق والكبد والمعدة. العمر النصفي لإطراح التروكسيبيد هو 7.5 ساعة، ويطرح بشكل رئيسي في البول (96% بشكله المستقلب).

## السلامة والتحمل
أظهرت الدراسات ما بعد التسويق التي أجرتها الجهة المبتكرة على أكثر من 12000 مريض أن 0.75% منهم فقط قد تطور لديهم أحداث سلبية كان الدواء سببها. تتراوح هذه الآثار الضائرة بين الخفيفة للمعتدلة، والتي زالت بمجرد إيقاف الدواء.
عموما فقد شملت الآثار الضائرة الملاحظة:
الإمساك (0.19%), زيادة في مستويات الأنزيمات الكبدية الأسبارتات أمينو ترانسفيراز AST (0.17% والآلانين أمينو ترانسفيراز ALT (0.25%). في دراسة ما بعد التسويق أجريت على 1500 مريض هندي، فقط 9 آثار ضائرة سجلت على 9 مرضى (0.63%) والتي كانت خفيفة لمعتدلة الشدة. من هذه الآثار الضائرة: الإمساك، والحموضة، والتعب، والغثيان، والصداع، وقد كانت خفيفة إلى معتدلة الشدة.
كان تروكسيبيد في كل الدراسات السريرية جيد التحمل. في دراسة للمقارنة مع رانتيدين, حُدِّد تروكسيبيد كدواء أكثر قابلية للتحمل من رانتيدين. تم إعداد لمحة مختصرة عن قابلية تحمل مناسبة للتروكسيبيد من قبل 95.45% من الباحثين مقابل 65.45% من أجل الرانتيدين، في حين تم إعداد لمحة مختصرة عن قابلية تحمل مناسبة ل 93.67% من المرضى من أجل التروكسيبيد و 64.44% من أجل الرانتيدين.